# Összeláncolva
Összeláncolva (Hours) 2013-ban bemutatott amerikai thriller, melyet Eric Heisserer írt és rendezett. A film főszereplői Paul Walker, Génesis Rodríguez, TJ Hassan és Judd Lormand.
Amerikában a film premierje 2013. március 10-én volt a South by Southwest filmfesztiválon. A film mozipremierje 2013. december 13-án volt, amit Walker már nem élt meg.

## Történet
2005. augusztus 29-én a Katrina hurrikán pusztítja a világot. Eközben Nolan Hayes megérkezik várandós feleségével, Abigéllel a New Orleans-i kórházba, mert megindult nála a szülés. Felesége belehal a szülésbe, gyermeke pedig inkubátorban küzd az életéért, mindeközben a Katrina hurrikán egyre erőteljesebben tombol. Hamarosan megkezdődik a kórház evakuálása, ám a férfi nem hagyja magára gyermekét, aki az inkubátor nélkül nem tudna túlélni. Az idő vészesen fogy, az áram elmegy, a generátor felmondja a szolgálatot, a víz pedig lassan mindent elönt.

## Szereplők
- Paul Walker - Nolan Hayes (Bozsó Péter)
- Génesis Rodríguez - Abigail Hayes (Pálmai Anna)
- TJ Hassan - Jeremy (Dolmány Attila)
- Nick Gomez - Jerry
- Judd Lormand - Glenn
- Michelle Torres - a Katrina hurrikán áldozata
- Kerry Cahill - Shelly nővér (Orosz Anna)
- Yohance Myles - Dr. Edmonds
- Natalia Safran - Karen
- Elton LeBlanc - Paramedic
- Tony Bentley - doktor
- Emily D. Haley - egy beteg
- Christopher Matthew Cook -Lenny
- Cynthia LeBlanc - főnővér
- Lena Clark - Lucy